# Брент (боро Лондона)
Лондонский боро Брент (англ. London Borough of Brent, произношениео файле) — один из 32 лондонских боро, расположен на северо-западе, во внешнем Лондоне. Является частью Большого Лондона. Название Брента происходит от реки Брент, проходящей через этот район. Принадлежит историческому графству Миддлсекс.
Брент граничит с Харроу на северо-западе, с Барнетом на северо-востоке, Хаммерсмитом и Фулхемом, а также с Кенсингтоном и Челси на юге и с Вестминстером на юге. Большинство восточной границы сформировано дорогой A5.
Брент — смесь жилых, промышленных и коммерческих земель. Уэмбли — основной район Брента, на котором находятся знаменитый Стадион Уэмбли и Арена Уэмбли.

## История
Район был сформирован в 1965 году слиянием Уэмбли и Уилсдена.

## Административно-территориальное деление
- Алпертон
- Брент-Парк
- Брондсбери
- Брондсбери-Парк
- Черч-Энд
- Криклвуд
- Доллис-Хилл
- Дадден-Хилл
- Харлсден
- Кенсал-Грин (район)
- Кентон
- Килберн
- Кингсбери
- Нисден
- Норт-Уэмбли
- Парк-Ройал
- Престон
- Квинс-Парк
- Квинсбери
- Стонбридж
- Садбери
- Токингтон
- Уэльш-Харп
- Уэмбли
- Уэмбли-Парк
- Уилсден

## Население
По данным переписи 2011 года в Лондонском боро Брент проживало 312 200 человек. Из них 20,2 % составили дети (до 15 лет), 70,8 % лица трудоспособного возраста (от 16 до 64 лет) и 9 % лица пожилого возраста (от 65 лет и выше).

### Этнический состав
Основные этнические группы, согласно переписи 2007 года:
46 % — белые, в том числе 30,9 % — белые британцы, 5,7 % — белые ирландцы и 9,4 % — другие белые (евреи, португальцы, австралийцы, новозеландцы, канадцы);
23 % — выходцы из Южной Азии, в том числе 18,1 % — индийцы, 4,3 % — пакистанцы и 0,6 % — бенгальцы;
18,5 % — чёрные, в том числе 9,4 % — чёрные карибцы (ямайцы), 7,7 % — чёрные африканцы (сомалийцы, нигерийцы, ганцы) и 1,4 % — другие чёрные (бразильцы);
3,9 % — метисы, в том числе 1,1 % — азиаты, смешавшиеся с белыми, 1,0 % — чёрные карибцы, смешавшиеся с белыми, 0,7 % — чёрные африканцы, смешавшиеся с белыми и 1,1 % — другие метисы;
1,3 % — китайцы;
4,8 % — другие азиаты (вьетнамцы, корейцы, японцы, тайцы, малайцы, афганцы, ливанцы);
2,6 % — другие (алжирцы, марокканцы, колумбийцы).

### Религия
Статистические данные по религии в боро на 2011 год:
| Религия      | Брент % | Лондон % | Англия % |
| ------------ | ------- | -------- | -------- |
| Христианство | 41,5    | 48,4     | 59,4     |
| Ислам        | 18,5    | 12,4     | 5,0      |
| Индуизм      | 17,8    | 5,0      | 1,5      |
| Буддизм      | 1,4     | 1,0      | 0,5      |
| Иудаизм      | 1,4     | 1,8      | 0,5      |
| Сикхизм      | 0,5     | 1,5      | 0,8      |
| Другие       | 1,2     | 0,6      | 0,4      |
| Нет религии  | 10,6    | 20,7     | 24,7     |
| Не указана   | 6,9     | 8,5      | 7,2      |

## Достопримечательности
- Стадион «Уэмбли»
- Арена Уэмбли
- Нисденский храм
- Ратуша Брента
- Храм Шри Сваминараян Мандир, крупнейший Индуистский храм вне Индии

## Известные уроженцы и жители
- Трейси-Энн Оберман (род.1966) — английская актриса и сценарист.
- Зэди Смит (род. 1975) - английская писательница.
- Джейкоб Мерфи (род. 1995) — английский футболист.

## Галерея
- Стадион Уэмбли ночью
- Арена Уэмбли
- Храм Шри Сваминараян Мандир
- Река Райбл в Престоне
- Кенсал-Грин